# Dalal Midhat-Talakić

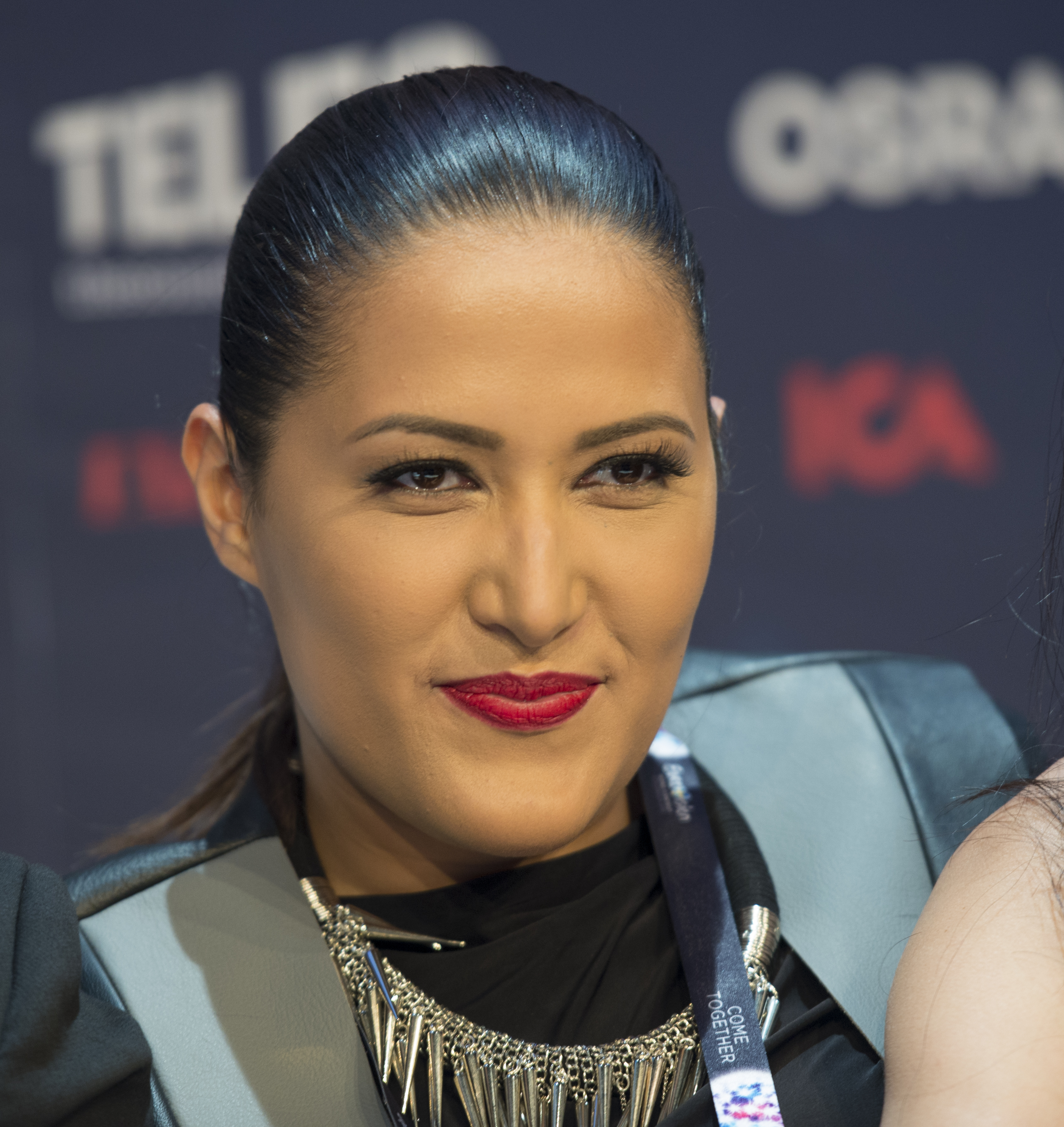
Dalal Midhat-Talakić (2016)

Dalal Midhat-Talakić (* 5. August 1981 in Sarajevo) ist eine bosnische Sängerin. Sie hat zusammen mit Deen und Ana Rucner ihr Land beim Eurovision Song Contest 2016 in Stockholm, Schweden mit dem Lied Ljubav je... vertreten.

## Leben und Wirken
Zusammen mit Aida Jašarević singt sie seit 1999 im R&B-Duo Erato. In dieser Formation erreichte sie im Jahr 2008 zusammen mit Jaques Houdek und dem Titel Putujemo snovima die Top 10 der bosnischen Charts. Die Band veröffentlichte zwei Alben, Backstage (2003) und Make Up (2005), und bestand ursprünglich aus fünf Sängerinnen.
Am 25. November 2015 wurde bekanntgegeben, dass Midhat-Talakić zusammen mit Deen, der Bosnien und Herzegowina 2004 in Istanbul vertrat, und der kroatischen Cellistin Ana Rucner das Land bei seiner Rückkehr zum Wettbewerb vertreten wird. Sie konnten sich allerdings für das Finale des Wettbewerbs nicht qualifizieren.